# Дьюї (округ, Оклахома)
Шаблон:StateAbbr_ 35°59′ пн. ш. 99°00′ зх. д. / 35.99° пн. ш. 99° зх. д.
Округ  Дьюї (англ. Dewey County) — округ (графство) у штаті  Оклахома, США. Ідентифікатор округу 40043.

## Історія
Округ утворений 1892 року.

## Демографія
За даними перепису 
2000 року 
загальне населення округу становило 4743 осіб, усе сільське.
Серед мешканців округу чоловіків було 2309, а жінок — 2434. В окрузі було 1962 домогосподарства, 1336 родин, які мешкали в 2425 будинках.
Середній розмір родини становив 2,93.
Віковий розподіл населення поданий у таблиці:
| Стать    | До 15 років | 15-21 | 22-29 | 30-39 | 40-49 | 50-65 | 65-85 | Понад 85 |
| -------- | ----------- | ----- | ----- | ----- | ----- | ----- | ----- | -------- |
| Чоловіки | 455         | 225   | 157   | 274   | 346   | 458   | 330   | 64       |
| Жінки    | 396         | 243   | 142   | 260   | 340   | 452   | 460   | 141      |

## Суміжні округи
- Вудворд — північ
- Мейджор — північ
- Блейн — схід
- Кастер — південь
- Роджер-Міллс — південний захід
- Елліс — північний захід

## Виноски
1. ↑  U.S. Decennial Census. United States Census Bureau. Архів оригіналу за 26 квітня 2015. Процитовано 19 лютого 2015.
2. ↑  Historical Census Browser. University of Virginia Library. Архів оригіналу за 11 серпня 2012. Процитовано 19 лютого 2015.
3. ↑  Forstall, Richard L., ред. (27 березня 1995). Population of Counties by Decennial Census: 1900 to 1990. United States Census Bureau. Архів оригіналу за 19 лютого 2015. Процитовано 19 лютого 2015.
4. ↑  Census 2000 PHC-T-4. Ranking Tables for Counties: 1990 and 2000 (PDF). United States Census Bureau. 2 квітня 2001. Архів оригіналу (PDF) за 18 грудня 2014. Процитовано 19 лютого 2015.
5. ↑  State & County QuickFacts. United States Census Bureau. Архів оригіналу за 6 червня 2011. Процитовано 9 листопада 2013.(англ.) Наведено за англійською вікіпедією.
6. ↑  American FactFinder. Бюро перепису населення США. Архів оригіналу за 21 травня 2008. Процитовано 31 січня 2008.

| США | Це незавершена стаття з географії США. Ви можете допомогти проєкту, виправивши або дописавши її. |